# Яковлева, Нина Николаевна
Ни́на Никола́евна Я́ковлева (в замужестве Ройфе; 3 января 1913, Москва, Российская империя — 26 января 2005, Москва, Россия) — советская и российская актриса театра и кино.

## Биография
Родилась 3 января 1913 года в Москве, в семье отца электромонтёра и матери домохозяйки. 
В 1921 году поступила учиться в Единую трудовую школу, но в возрасте четырнадцати лет Яковлева увлеклась театральным искусством. В 1927 году стала посещать драматическую студию «Мастерская интернационального театра» под руководством Алексея Денисовича Дикого. В 1930 году одновременно окончила трудовую школу и драматическую студию. Являлась за свою театральную жизнь солисткой трёх театров, это Театр на Таганке, Камерный  театр Таирова и Тульской театр драмы. В 1966 году покинула добровольно театральную деятельность и прожила около сорока лет в личной жизни.
Ушла из жизни 26 февраля 2005 года в Москве. Урна с прахом захоронена в колумбарии Николо-Архангельского кладбища. 

## Творчество

### Фильмография
- 1955 — За витриной универмага — Вера Ивановна Бричкина
- 1958 — Дело «пёстрых» — Варвара Ильинична

### Театральные работы
- 1943 — Давным-давно (А. Гладкова) — Шура Азарова
- 1948 — За Атлантикой — Беатрис Коутс
- 1950 — Слово женщина — Инна

## Оценочные мнения и критика
В 1955 году, когда Яковлева снялась в роли жуликоватой Веры Ивановны Бричкиной в комедии Самсона Самсонова «За витриной универмага», то созданный ей образ получился настолько ярким, колоритным, что и режиссёры и зрители в дальнейшем хотели видеть Яковлеву исключительно в подобных ролях.
Артистке после фильма «За витриной универмага» больше не хотелось повторяться из картины в картину и сниматься в ролях недопропорядочных дамочек, поэтому такая перспектива саму актрису Яковлеву не устраивала и она снялась лишь в одном последующем фильме «Дело „пёстрых“» в 1958 году, сыграв роль Варвары Ильиничны, соседки профессора Шубинского, роль которой совсем не похожа на её предыдущую героиню.